# Dover (Delaware)
Dover is de hoofdstad van de Amerikaanse staat Delaware. Het is tevens de hoofdplaats van Kent County. De stad heeft een oppervlakte van 58,8 km² waarvan 0,8 km² water.
Op de Dover Green, een grasveld in het hart van de stad, kwamen de afgevaardigden van Delaware bijeen in december 1787 om de in Philadelphia ondertekende Amerikaanse grondwet te ratificeren. Delaware werd zo de eerste staat die dit deed.
Dover is de thuisbasis van de Delaware State University en het Wesley College. Het voormalige Dover Opera House, dat in 1904 werd gebouwd, is recentelijk gerenoveerd en de bestemming is gewijzigd in het Swartz Center for the Arts, een kunstcentrum voor het Dover Symphony Orchestra, balletvoorstellingen en klassieke films.
In Dover vindt men ook de Dover International Speedway en de luchtmachtbasis Dover AFB.

## Plaatsen in de nabije omgeving
De onderstaande figuur toont nabijgelegen plaatsen in een straal van 8 km rond Dover.